# NGC 1278
NGC 1278 је елиптична галаксија у сазвежђу Персеј која се налази на NGC листи објеката дубоког неба.
Деклинација објекта је + 41° 33' 49" а ректасцензија 3h 19m 54,1s. Привидна величина (магнитуда) објекта NGC 1278 износи 12,6 а фотографска магнитуда 13,6. Налази се на удаљености од 76,671 милиона парсека од Сунца. NGC 1278 је још познат и под ознакама IC 1907, UGC 2670, MCG 7-7-65, CGCG 540-105, PGC 12438.